# Kadeem Allen
Kadeem Frank Allen (Wilmington, Carolina del Norte, 15 de enero de 1993) es un baloncestista estadounidense que pertenece a la plantilla del Pistoia Basket de la Lega Basket Serie A. Con 1,85 metros de estatura, juega en la posición de base. 

## Trayectoria deportiva

### Universidad
Tras no conseguir una beca en la NCAA, comenzó su carrera universitaria en el Community College de Hutchinson, en Hutchinson (Kansas), donde jugó dos años, siendo en ambos incluido en el mejor equipo All-American de la categoría, siendo el primer jugador de la escuela en lograr el doblete. Además, en su temporada sénior sería elegido tanto por la NABC como por la NJCAA como jugador del año de los junior colleges, tras promediar 25,9 puntos, 7,2 rebotes, 5,9 asistencias y 2,3 robos de balón, además de lograr los dos primeros triple-dobles de la historia de su universidad.
Tras esos dos años, completó su formación durante dos temporadas con los Wildcats de la Universidad de Arizona, en las que promedió 9,1 puntos, 3,6 rebotes, 3,3 asistencias y 1,3 robos de balón por partido. En su último año fue incluido en el segundo mejor quinteto de la Pac-12 Conference y en el mejor quinteto defensivo de la conferencia.

#### Estadísticas
| Año     | Equipo  | PJ | PT | MPP  | %TC  | %3P  | %TL  | RPP | APP | ROB | TPP | PPP |
| ------- | ------- | -- | -- | ---- | ---- | ---- | ---- | --- | --- | --- | --- | --- |
| 2015–16 | Arizona | 34 | 27 | 24.9 | .465 | .360 | .705 | 3.1 | 3.6 | 1.0 | .8  | 8.4 |
| 2016–17 | Arizona | 34 | 33 | 30.0 | .453 | .427 | .741 | 4.0 | 3.0 | 1.6 | .6  | 9.8 |
| Total   | Total   | 68 | 60 | 27.5 | .459 | .400 | .725 | 3.6 | 3.3 | 1.3 | .7  | 9.1 |

### Profesional
Fue elegido en la quincuagésimo tercera posición del Draft de la NBA de 2017 por los Boston Celtics. Participó en las Ligas de Verano de la NBA con los Celtics, promediando 2,1 puntos y 2,9 rebotes en siete partidos.
En julio de 2018 fichó por los New York Knicks, pero fue despedido antes del comienzo de la temporada.
El 20 de julio de 2020 firmó con el JL Bourg Basket de la Pro A francesa.
El 19 de junio de 2021, firma por el Hapoel Haifa B.C. de la Ligat Winner.
El 9 de junio de 2023 firmó con los Calgary Surge de la Canadian Elite Basketball League. Sin embargo, fue despedido el 5 de julio.

## Estadísticas de su carrera en la NBA

### Temporada regular
| Año     | Equipo   | PJ | PT | MPP  | %TC  | %3P  | %TL  | RPP | APP | ROB | TPP | PPP |
| ------- | -------- | -- | -- | ---- | ---- | ---- | ---- | --- | --- | --- | --- | --- |
| 2017-18 | Boston   | 18 | 1  | 5.9  | .273 | .000 | .778 | .6  | .7  | .2  | .1  | 1.1 |
| 2018-19 | New York | 19 | 1  | 21.9 | .461 | .472 | .778 | 2.7 | 4.0 | .8  | .2  | 9.9 |
| Total   | Total    | 37 | 2  | 14.1 | .436 | .362 | .778 | 1.7 | 2.4 | .5  | .2  | 5.6 |